# Mario Venzago
Mario Venzago (Zúrich, Suiza, 1 de julio de 1948) es un pianista y director de orquesta suizo. Comenzó sus estudios de piano a la edad de cinco años. Estudió en el conservatorio y la universidad de Zúrich. Más tarde estudió dirección con Hans Swarowski en Viena.
Ha sido director musical de la Stadtorchester Winterthur (1978-1986), la Ópera de Heidelberg (1986-1989), la Deutsche Kammerphilharmonie (1989-1992), la Orquesta Filarmónica de Graz (1990-1995), la Orquesta Sinfónica de Basilea (1997-2003) y la Orquesta Sinfónica de Euskadi (1998-2001). De 2004 a 2007, fue director principal de la Orquesta Sinfónica de Gotemburgo.
Venzago ha sido el director musical de la Orquesta Sinfónica de Indianápolis desde el año 2002. Su contrato inicial con esta orquesta fue de cuatro años. En 2005, renovó su contrato durante un año y llegó a un acuerdo para poder renovar su contrato automáticamente de forma anual. También ha ocupado la dirección artística de 2000 a 2003 del Festival de Música de Verano de la Orquesta Sinfónica de Baltimore.
Venzago y su esposa Marianne tienen un hijo, Gabriel.

## Premios
- Gran Premio del Disco.
- Diapasón de oro.
- Premio Edison.